# Nan Aspinwall

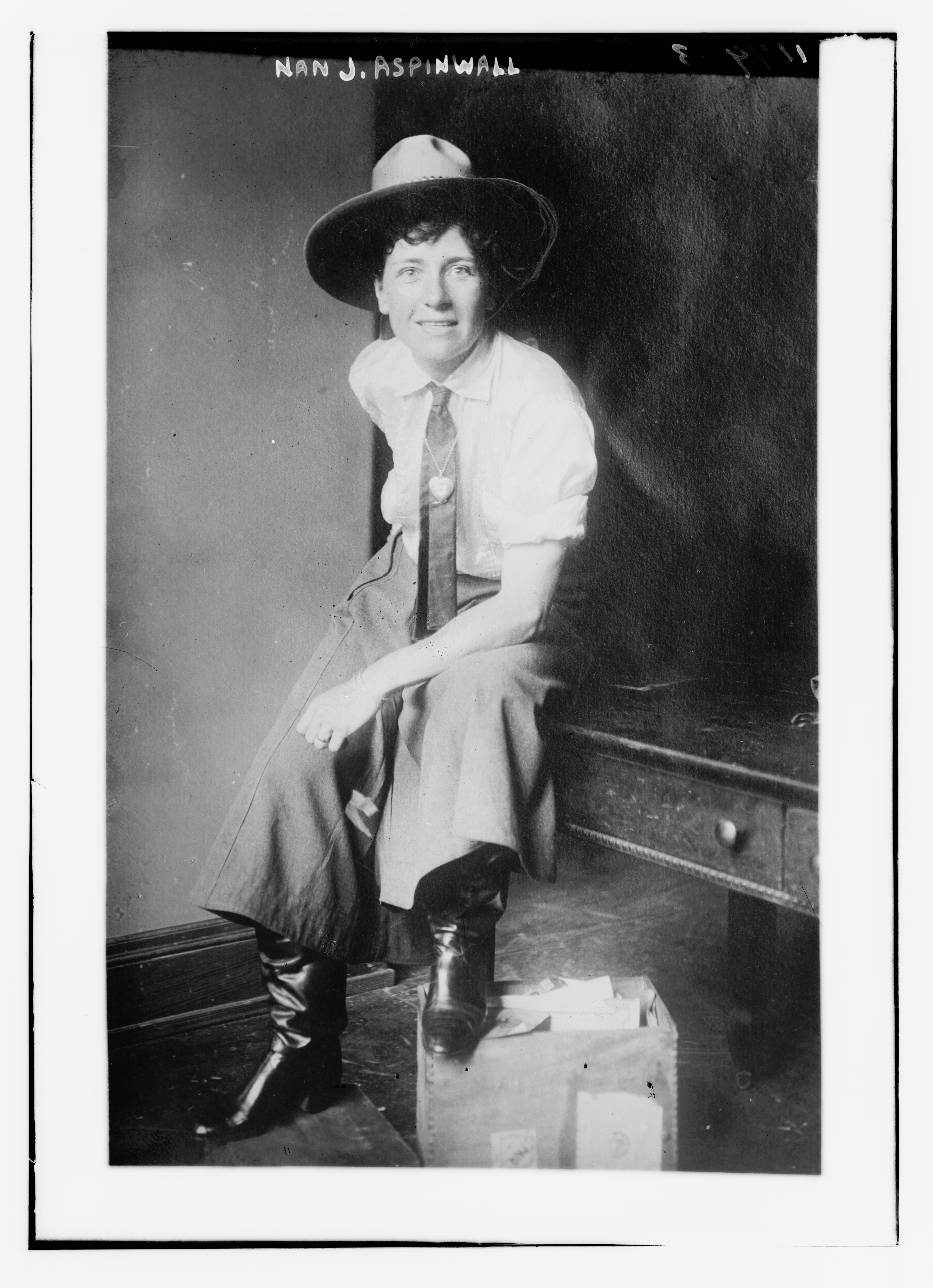
Nan J. Aspinwall Gable

Nan Jeanne Aspinwall Gable Lambell (* 2. Februar 1880 in New York; † 24. Oktober 1964) war die erste Frau, von der bekannt ist, dass sie alleine quer durch Nordamerika ritt.
Sie wurde als Nan Jeanne Aspinwall in New York geboren und war mit Frank Gable verheiratet. Nan Aspinwall trat als orientalische Tänzerin, Reiterin, Scharfschützin und Lassowerferin auf. Zusammen mit ihrem Ehemann trat sie zudem in Vaudeville-Nummern auf.
Aspinwall und ihr Mann waren Darsteller von Buffalo Bills Wild West Show. Aufgrund einer Wette mit Buffalo Bill brach sie mit ihrer Vollblut-Stute Lady Ellen am 1. September 1910 in San Francisco zu ihrem Ritt quer durch die Vereinigten Staaten auf. Das Paar erreichte New York am 8. Juli 1911.

## Rezeption
In der Episode „Two-Gun Nan“ von 1958 der Anthologie-Serie Death Valley Days trat die Schauspielerin Penny Edwards als Nan Gable auf. Die Handlung der Episode lehnt sich an Nan Aspinwalls Biographie an. Die Scharfschützin Nan tritt bei William F. Codys Wild West Show auf und startet dann zu einem gewagten 180-tägigen Ritt von San Francisco nach New York City, um zu zeigen, dass eine Frau einer solchen Herausforderung gewachsen ist. Robert „Buzz“ Henry (1931–1971) spielte ihren Ehemann Frank Gable. William O’Neal (1898–1961) verkörperte Cody. 1958 erschien Nan Gable hochbetagt mit dem Herausgeber der Serie Stanley Andrews am Ende der Episode.
2007 erschien eine Biographie von Nan Aspinwall.

## Bibliographie
- Mary C. Higginbotham: In Genuine Cowgirl Fashion – The Life and Ride of „Two-Gun“ Nan Aspinwall. The Long Riders Guild Press, 2007, ISBN 978-1-59048-258-2 (englisch).